# 門衛

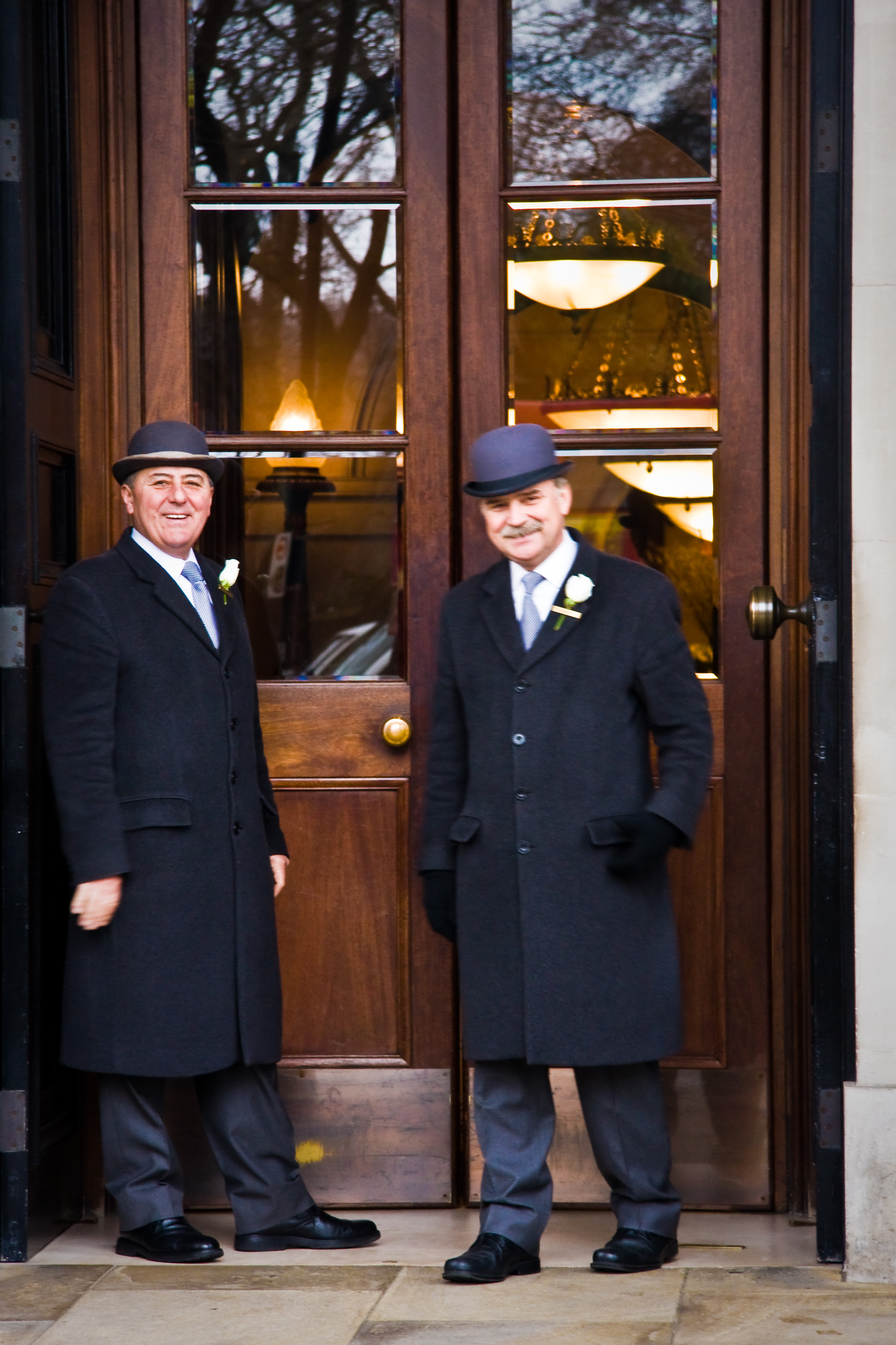
英國酒店門衛

門衛是受僱在住宅樓或酒店負責站崗，協助過客進出並提供禮儀和安全服務的職業，在城市裡的豪華高層建築物尤為常見。門衛在住宅樓也會負責開門、檢查訪客和送貨員，幫忙簽收包裹、在大堂搬運行李或為客人招出租車。

## 另見
- 保鏢 (門衛)（英语：Bouncer (doorman)）
- 物業管理員（英语：Property caretaker）
- 禮賓部
- 接待員
- 酒店門僮